# Luka Zahović
Luka Zahović (Guimarães, 15. studenog 1995.) slovenski je nogometaš koji trenutačno nastupa za Pogoń Szczecin. Igra na mjestu napadača.
Rođen je bio u portugalskom gradu Guimarães, gdje njegov otac Zlatko igrao je za Vitóriu. Ima dvije mlađe sestre: Saru i Maju. Počeo je igrati nogomet u Benfici, gdje je igrao u godinama 2001–2007, a potom prešao u NK Maribor. Ima dvojno državljanstvo.
U prvoj momčadi Maribora prvi put je zaigrao 26. svibnja 2013 protiv Aluminija Kidričevo. Srpnja 2013. bio je posuđen u NK Veržej. Kolovoza 2015 potpisao je trigodišnji ugovor s SC Heerenveenom s mogućnošću produženja za još dvije. Kolovoza 2016. postao je posuđen u NK Maribor. Svibnja 2017. potpisao je trigodišnji ugovor s ovim klubom.

## Vanjske poveznice
- Zahović na Soccerwayu  Arhivirana inačica izvorne stranice od 17. travnja 2016. (Wayback Machine) (engl.)
- Zahović na stranici Slovenskog nogometnog saveza (slov.)